# Джузепе Леанца
Негово Преосвещенство Архиепископ Джузепе Леанца (на италиански: Giuseppe Leanza) е италиански католически духовник, ватикански дипломат и бивш апостолически нунций в България в периода 2003 – 2008 г. Апостолически нунций и извънреден и пълномощен посланик на Ватикана в Чехия.

## Биография
Роден е на 2 януари 1943 г. в Чезаро, Италия. Ръкоположен е за свещеник на 17 юли 1966 г. След като защитава докторска степен по каноническо право, през 1972 г. започва работа в дипломатическата служба на Светия Престол. Следват назначения в папските представителства в Парагвай, Уганда и САЩ, а впоследствие – в Секцията за отношения с държавите към Държавния секретариат на Светия Престол. Преконизиран от папа Йоан Павел II на 3 юли 1990 г. титулярен архиепископ на Лилибеум и апостолически нунций в Хаити. Ръкоположен е за епископ на 22 септември 1990 г. от кардинал Агостино Казароли.
Бил е апостолически (дипломатически) представител в следните държави:
- Хаити (1990 – 1991) – нунций
- Замбия (1991 – 1999) – нунций
- Малави (1991 – 1999) – пронунций[2]
- Босна и Херцеговина (1999 – 2003) – нунций
- Словения (2002 – 2003) – нунций
- Северна Македония (2002 – 2003) – нунций[3]
- България (2003 – 2008) – нунций
- Ирландия (2008 – 2011) – нунций
- Чехия (от 2011 г.) – нунций

## Награди
На 18 март 2008 г. президентът на Република България Георги Първанов с Указ № 64 (Обн. ДВ. бр. 32 от 25 март 2008 г.) награждава архиепископ Леанца с най-високото отличие на България – орден „Стара планина“ II степен – „за изключително големите му заслуги за развитие на отношенията между Република България и Светия Престол и по повод окончателното му отпътуване от страната“. На церемонията присъстват председателят на Епископската конференция на Католическата църква в България и апостолически екзарх епископ Христо Пройков, бившият посланик към Светия престол Владимир Градев, свещеници и вярващи.